# Comté de Bastrop
Pour les articles homonymes, voir Bastrop.
Le comté de Bastrop est un comté des États-Unis, situé dans l'État du Texas. Son siège de comté  est la ville de Bastrop. Situé au sud-est de l'État, sa superficie est de 2 301 km2.

## Comtés adjacents
| Comté de Travis   | Comté de Williamson | Comté de Lee     |
|                   | comté de Bastrop    |                  |
| Comté de Caldwell |                     | Comté de Fayette |

## Démographie
| Groupes           | Comté de Bastrop | Texas | États-Unis |
| ----------------- | ---------------- | ----- | ---------- |
| Blancs            | 73,8             | 70,4  | 72,4       |
| Autres            | 13,9             | 10,6  | 6,4        |
| Afro-Américains   | 7,8              | 11,9  | 12,6       |
| Métis             | 2,9              | 2,5   | 2,7        |
| Amérindiens       | 1,0              | 0,7   | 0,9        |
| Asiatiques        | 0,7              | 3,8   | 4,8        |
| Total             | 100              | 100   | 100        |
|                   |                  |       |            |
| Latino-Américains | 32,6             | 37,6  | 16,7       |

Selon l'American Community Survey, pour la période 2011-2015, 72,91 % de la population âgée de plus de 5 ans déclare parler anglais à la maison, alors que 24,87 % déclare parler l’espagnol, 0,81 % le français et 1,41 % une autre langue.